# Liste der Bodendenkmale in Beetzendorf
In der Liste der Bodendenkmale in Beetzendorf sind alle Bodendenkmale der Gemeinde Beetzendorf und ihrer Ortsteile aufgelistet. Grundlage ist die Auflistung von Johannes Schneider aus dem Jahr 1986 und die Veröffentlichung der Landesdenkmalliste mit Stand vom 25. Februar 2016. Die Baudenkmale sind in der Liste der Kulturdenkmale in Beetzendorf aufgeführt.
| Denkmal-ID | Fundart          | Ortsteil    | Bezeichnung                                  | Zeitstellung | Lage                                                                     | Bemerkungen                                                                                       | Bild |
| ---------- | ---------------- | ----------- | -------------------------------------------- | ------------ | ------------------------------------------------------------------------ | ------------------------------------------------------------------------------------------------- | ---- |
| ?          |                  | Beetzendorf | ehemalige Burganlage, Park                   |              | Südwestecke des Orts ()                                                  |                                                                                                   |      |
| 428312166  | besonderer Stein | Mellin      | 3 Grenzhügel „Schnedehügel“                  | undatiert    | Landesgrenze Sachsen-Anhalt / Niedersachsen zwischen Brome und Mellin () | Grenzhügel, sogenannte ‚Schnedehügel‘, im Grenzverlauf wurden insgesamt 9 erhaltene Hügel erfasst |      |
| ?          |                  | Tangeln     | Megalithgräber (mindestens Reste von sieben) | Neolithikum  | Im Wald, südlich von Neumühle (Lage)                                     |                                                                                                   |      |